# Depozit de mărfuri

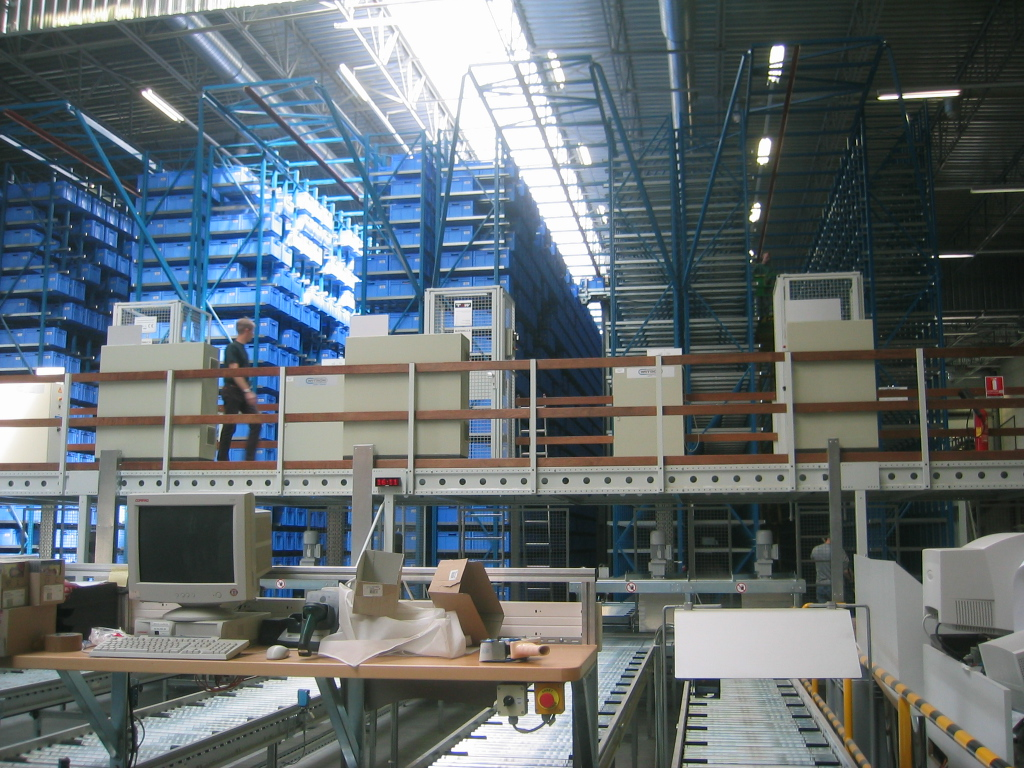
Un depozit automat pentru piese mici

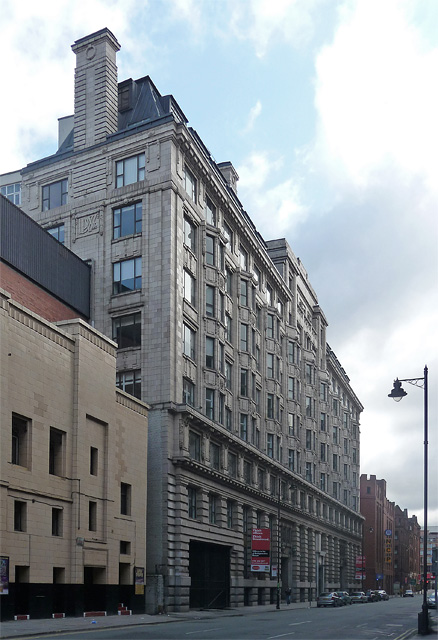
Bridgewater House, Whitworth Street, Manchester (un depozit de ambalaje)

Un depozit este o clădire pentru depozitarea mărfurilor. Depozitele sunt folosite de producători, importatori, exportatori, angrosiști, întreprinderi de transport, vamă etc. Sunt, de obicei, clădiri mari de câmpie în parcuri industriale de la periferia orașelor, orașelor sau satelor.
De obicei, au rampă de încărcare pentru a încărca și descărca mărfurile din camioane. Uneori, depozitele sunt proiectate pentru încărcarea și descărcarea mărfurilor direct din căi ferate, aeroporturi sau porturi maritime. Ei au adesea macarale și stivuitoare pentru mutarea mărfurilor, care sunt de obicei plasate pe paleți standard ISO și apoi încărcate în rafturi pentru paleți. Mărfurile depozitate pot include orice materii prime, materiale de ambalare, piese de schimb, componente sau produse finite asociate agriculturii, producției și producției. În India și Hong Kong, un depozit poate fi denumit „godown”. Există, de asemenea, godowns în Shanghai Bund.